# Dierendonck Blancke
Dierendonck Blancke is een architectenduo bestaande uit Alexander Dierendonck en Isabelle Blancke. De onderneming is gevestigd in Gent. 

## Bekende realisaties
- CC Spikerelle (Avelgem)
- zorgverblijf Het GielsBos (Gierle)
- OC (Kasterlee)
- OC (Beselare)
- RVT Sint Truiden
- VRT-gebouwen (Brussel)
- schoolgebouw te (Riemst)

## Erkentelijkheden
- 2009 - Nichereeks tentoonstelling Bozar
- 2009 - Winnaars wedstrijd OC Beselare
- 2011 - Winnaars wedstrijd RVT Sint Truiden
- 2018 - Winnaars wedstrijd VRT nieuwbouw[1]
- 2019 - Overzichtstentoonstelling in Bozar[2]
- 2019 - Dierendonckblancke. Selected Works 2007-2019 (boek)[3]